# Ezidkhan
Ezidkhan (Arabisch:ايزيدخان; Kurmanci:Êzîdxan) is de naam van de nederzettingengebieden van de Jezidi's. 

## Andere schrijfwijze
Ezidikhan, Ezdikhan, Êzdîxan, Êzîdxan, Êzîdîxan

## Gebruik
Ezidkhan kan gebruikt worden in verschillende contexten. Niet in elke context gaat het over hetzelfde gebied. De nederzettingsgebieden zijn ook niet altijd met elkaar verbonden. 

### Historisch
De term "Êzîdxan" is ook de naam van traditionele en historische vestigingsgebieden van de Yazidis. De oorspronkelijke vestigingsgebieden van de Yazidi's liggen in Noord-Irak, Noord-Syrië en Zuidoost-Turkije.

### In teksten
De term wordt ook vaak gevonden in de heilige teksten van de Jezidi's. Een voorbeeld hiervan is de Qesîda Şerfedîn (de boodschap van Sherfedin).

### Hedendaags
In reactie tegen de oprukkende Islamitische staat in 2014 werden er voor de bescherming van de Jezidi populatie peshmerga eenheden opgericht die hoofdzakelijk uit Jezidi's bestonden. In oktober 2015 veranderde de YPJ Sinjar (Vrouwelijke beschermingseenheden van Sinjar) de naam van de eenheid naar YJE (Vrouwelijke eenheden van Ezidkhan) en in november 2015 veranderde de HPS (Beschermingsmacht van Sinjar) de naam van de eenheid naar HPE (Beschermingsmacht van Ezidkhan) om aan te duiden dat deze milities niet enkel de Jezidi's in Sinjar beschermen.